# Pleuropogon californicus
Pleuropogon californicus är en gräsart som först beskrevs av Christian Gottfried Daniel Nees von Esenbeck, och fick sitt nu gällande namn av George Bentham och George Vasey. Pleuropogon californicus ingår i släktet nickgrässläktet, och familjen gräs. Inga underarter finns listade i Catalogue of Life.